# Wilhelm Weigle (Pfarrer)
Wilhelm Weigle (* 3. August 1862 in Friemersheim; † 4. April 1932 Essen) war ein evangelischer Pfarrer und Jugendseelsorger in Essen sowie Gründer des Evangelischen Jugendvereins Essen-Altstadt, aus dem das dortige Weigle-Haus hervorging.

## Leben und Wirken

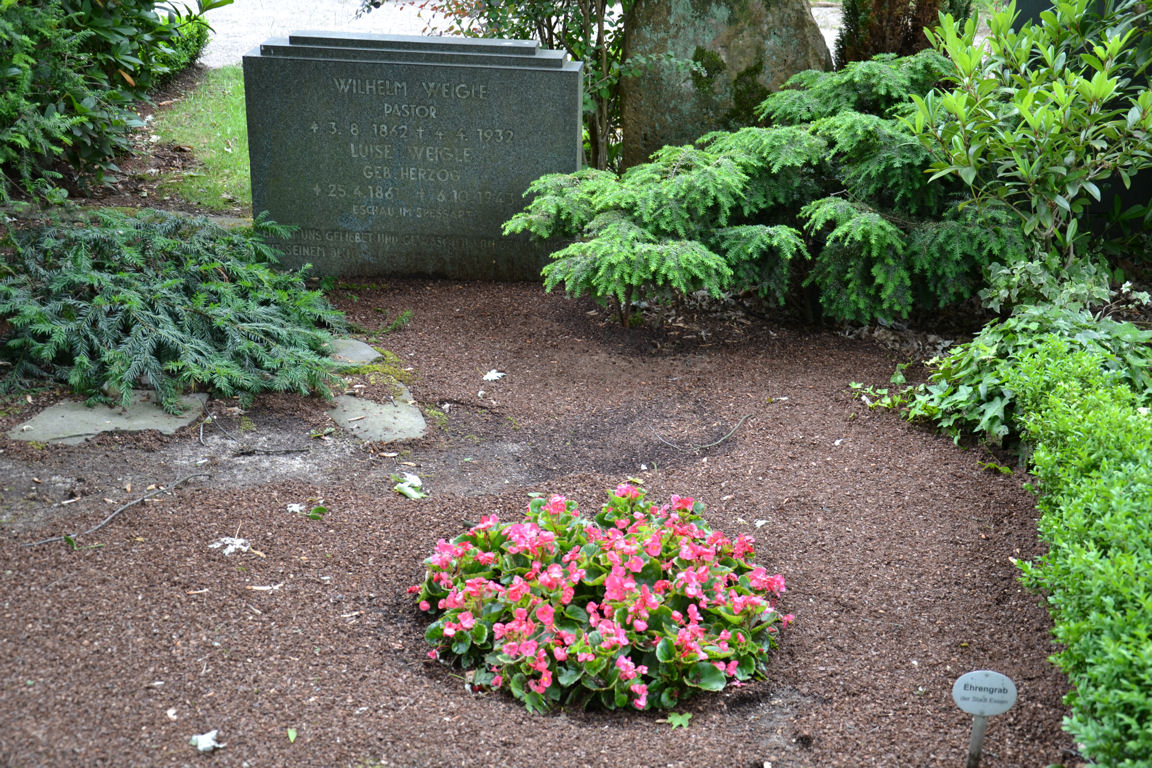
Ehrengrab der Stadt Essen auf dem Ostfriedhof

Weigle wurde als Sohn eines Landpfarrers in Friemersheim, dem heutigen linksrheinischen Stadtteil Duisburgs, geboren. Er heiratete die aus Eschau in Unterfranken stammende Luise geborene Herzog (* 25. April 1861; † 6. Oktober 1942). Sie gründete am 7. Mai 1895 den Verein Ev. Frauenhilfe Gnadenkirche Essen-Altstadt, der 1935 sein 40-jähriges Bestehen feierte. Die Weigles wohnten in einem Haus in der Viehofer Chaussee 38, heute Viehofer Straße. Sie hatten den Sohn Wilhelm, der 1894 geboren wurde, und den Sohn Emmanuel, geboren 1896. 1899 folgte Tochter Frieda und 1904 Tochter Lisette Henriette. Im Ersten Weltkrieg verloren die Weigles ihre Söhne.
Ab seinem 15. Lebensjahr besuchte Weigle das Burggymnasium in Essen. Sein anschließendes Studium der Theologie absolvierte er auf den Universitäten in Basel, Berlin, Bonn und Utrecht. Als er in Bonn den Professor für Praktische Theologie, Theodor Christlieb, kennenlernte, festigte das seinen christlichen Glauben tiefgreifend. Ab dem Jahr 1886 war Weigle Hilfsprediger in Nümbrecht, wo er seine Aufgaben in der Gemeindearbeit und insbesondere bei den Jugendlichen, die aus der Schule entlassen wurden, wahrnahm. 1887 wurde er offiziell in dieses Amt eingeführt. Ab 1890 war er Pfarrer in Gruiten, seit 1975 Stadtteil der Stadt Haan in Nordrhein-Westfalen, wo er sich ebenfalls weiter für die Jugendlichen einsetzte.
Im Jahr 1894 kam Weigle nach Essen, wo er am 27. Juni des Jahres einstimmig zum siebten Pfarrer der Altstadtgemeinde Essen gewählt wurde. Darauf folgte am 31. Oktober 1894, am Tag der Grundsteinlegung der Kreuzeskirche die Einführung in das Amt, das er bis 1929 ausübte. Am 18. November 1894 folgte die einstimmige Ernennung zum Ehrenmitglied des Evangelischen Arbeitervereins in Essen. In dieser Zeit war die männliche Jugend der Altstadtgemeinde dem evangelischen Männer- und Jünglingsverein I angegliedert. Weigle gründete 1894 darin zunächst eine Jugendabteilung, die zum im Oktober 1897 gegründeten Evangelischen Jugendverein Essen-Altstadt führte, mit dem Weigle bahnbrechende Arbeit auf dem Gebiet der Jugendseelsorge leistete. Das Vereinsziel war es: ... der männlichen Jugend aller Stände und Berufzweige vom 12. bis 20. Lebensjahr zu dienen, sie zu christlichen Charakteren in Seele, Geist und Körper gesunden, tüchtigen und vaterlandsliebenden Männern zu erziehen. Anfangs waren es 200 Mitglieder. Im Jahr des 30-jährigen Bestehens waren es 800. Zuletzt standen Weigle rund 120 Gruppenleiter und Helfer zur Seite. Jedes Jahr im Spätherbst feierte der Verein mit dem Jugendfest in der Kreuzeskirche seinen Höhepunkt. Ihm angegliedert war das bereits 1895 gegründete Bibelkränzchen für höhere Schüler, dessen Mitgliederzahl bei rund 300 lag. Das Gemeindehaus in der Straße II. Hagen war damit für die Jugendarbeit schnell zu klein geworden, so dass Weigle bei Behörden und der Industrie, zu erwähnen ist dabei die Firma Krupp, Spenden sammelte, die sich auf rund 350.000 Mark beliefen. Damit wurde der in den Jahren 1911 und 1912 errichtete Neubau des evangelischen Jugendheims an der Hohenburgstraße finanziert. Das später so genannte Weigle-Haus dient bis heute der evangelischen Jugendarbeit.
Am 1. Oktober 1918 wurde Weigle Leiter des ein Jahr zuvor gegründeten Pfarramts. In der Essener Stadtverordnetensitzung vom 16. Januar 1920 wurde ein örtlicher Beirat für das Untersuchungsgefängnis gebildet, in den Pfarrer Weigle gewählt wurde. Im Dezember 1924 und noch einmal 1928 wurde er wieder in diesen Beirat gewählt. Im Jahr 1924 musste Weigle zur Herstellung seiner Gesundheit einen längeren Urlaub nehmen. In seiner Ansprache im August 1927 auf dem Waldfest des von ihm gegründeten Jugendvereins erwähnte Weigel, dass es ihm nach langer schwerer Krankheit wieder vergönnt sei, seines Amtes zu walten. Seit 1928 machte Weigle seine Gesundheit derart zu schaffen, dass er zum 1. August 1929 bei der Kirchenbehörde seinen Ruhestand beantragte. Die Leitung des Weigle-Hauses übernahm 1929 Pfarrer Wilhelm Busch. 1932 starb Weigle im evangelischen Huyssensstift. Nach der Aufbahrung des Sargs im Weigle-Haus erfolgte der Trauerzug zum, und die Beisetzung auf dem Essener Ostfriedhof am 8. April des Jahres. Zwei Tage später fand ein Gedenkgottesdienst in der Kreuzeskirche statt.

## Ehrungen
Im Jahr 1912 wurde Weigle der Rote Adlerorden 4. Klasse verliehen.
Der Minister für Volkswohlfahrt verlieh Weigle Ende Dezember 1926 die Staatsplakette für seine besonderen Verdienste auf dem Gebiet der Jugendpflege. Oberbürgermeister Franz Bracht überreichte sie ihm in den Räumen des evangelischen Jugendamtes.
Im Essener Südviertel, unweit des nach ihm benannten Weigle-Hauses, trägt seit 1933 die Weiglestraße seinen Namen.
Sein Grab auf dem Essener Ostfriedhof wurde durch die Stadt Essen zum Ehrengrab ernannt.